# Caixa del Moro
La Caixa del Moro és un monument megalític, dolmen, del terme comunal de Teulís, a la comarca dels Aspres, al Rosselló (Catalunya del Nord).
Està situat a la zona central del terme de Teulís, al nord de Croanques i al sud de Teulís, més a prop del primer que del segon.

## La descripció de Jaubert de Réart
Va ser descobert per Joseph Jaubert de Réart, qui en publicà la notícia el 1833 en un article a Le Publicateur de Perpinyà. Les paraules de Jaubert de Réart, traduïdes del francès, són: Les pedres que el formen són en nombre de quatre, fixades verticalment en el sòl. Té la mateixa orientació i forma que els altres ja publicats [els de Molig i Llauró]. Al bell mig d'aquestes pedres, que ofereixen un espai de 20 peus quadrats, s'alça un jove grèvol guarnit amb fulles espinoses. Hi roman, solitari, tal vegada testimoni del bosc existent en altres temps en aquest lloc. Ha desaparegut com els mateixos segles que han passat. Prop de les roques bastes que hi romanen jeu la llosa, partida en dos fragments, que sens dubte sostenien; és, com els seus suports, de roca calcària, que destaca del sòl esquistós on jau, recobert d'una gespa que infon al lloc un aspecte agradable. Al mig d'un d'aquests fragments s'observa una incisió feta per mà humana, d'uns 10 polzes de circumferència, i d'una profunditat prou marcada. És, sens dubte, una conca destinada a oferir, diuen, la sang als déus.... Cal destacar que en el moment que Jaubert de Réart escriu aquest article, es creia que els dòlmens eren altars druídics de cultes celtes.